# Еджертон (Міннесота)
Еджертон (англ. Edgerton) — місто (англ. city) в США, в окрузі Пайпстоун штату Міннесота. Населення — 1258 осіб (2020).

## Географія
Еджертон розташований за координатами 43°52′31″ пн. ш. 96°7′50″ зх. д. / 43.87528° пн. ш. 96.13056° зх. д. (43.875330, -96.130472).  За даними Бюро перепису населення США в 2010 році місто мало площу 3,01 км², з яких 3,00 км² — суходіл та 0,01 км² — водойми.

## Демографія
Згідно з переписом 2010 року, у місті мешкало 1189 осіб у 491 домогосподарстві у складі 322 родин. Густота населення становила 395 осіб/км².  Було 525 помешкань (174/км²).
Расовий склад населення:
| - 95,3 % — білих - 0,8 % — азіатів - 0,3 % — чорних або афроамериканців - 2,1 % — осіб інших рас |

До двох чи більше рас належало 1,5 %. Частка іспаномовних становила 3,6 % від усіх жителів.
За віковим діапазоном населення розподілялося таким чином: 23,5 % — особи молодші 18 років, 46,6 % — особи у віці 18—64 років, 29,9 % — особи у віці 65 років та старші. Медіана віку мешканця становила 46,0 року. На 100 осіб жіночої статі у місті припадало 88,4 чоловіків;  на 100 жінок у віці від 18 років та старших — 81,8 чоловіків також старших 18 років.
Середній дохід на одне домашнє господарство  становив 53 738 доларів США (медіана — 48 125), а середній дохід на одну сім'ю — 63 949 доларів (медіана — 62 596). Медіана доходів становила 46 985 доларів для чоловіків та 33 125 доларів для жінок. За межею бідності перебувало 5,3 % осіб, у тому числі 1,7 % дітей у віці до 18 років та 11,8 % осіб у віці 65 років та старших.
Цивільне працевлаштоване населення становило 538 осіб. Основні галузі зайнятості: освіта, охорона здоров'я та соціальна допомога — 28,8 %, будівництво — 13,6 %, роздрібна торгівля — 13,0 %.